# Acremoniula
Acremoniula — рід грибів. Назва вперше опублікована 1962 року.

## Класифікація
До роду Acremoniula відносять 8 видів:
- Acremoniula brevis
- Acremoniula fagi
- Acremoniula rhamni
- Acremoniula sarcinellae
- Acremoniula sarcinellae
- Acremoniula suprameliola
- Acremoniula triseptata
- Acremoniula uniseptata